# The Good Left Undone
"The Good Left Undone" é uma canção escrita por Rise Against e Tim McIlrath, lançada pela banda norte-americana Rise Against.
É o terceiro single do quarto álbum de estúdio The Sufferer & The Witness.

## Desempenho nas paradas musicais
| Parada musical (2006)              | Posição |
| ---------------------------------- | ------- |
| Estados Unidos - Alternative Songs | 6       |